# Óscar Román Pérez
Óscar Román Pérez (n. 1965) es un político español exalcalde de la localidad andaluza de Carratraca por el partido Izquierda Unida Los Verdes-Convocatoria por Andalucía (IULV-CA), cargo que ostentó entre 1999 y 2010. Asimismo fue director del Área de Juventud, Deportes y Formación de la Diputación de Málaga. Román dimitió en 2010 como alcalde por desacuerdo con la Ley de Ordenación Urbanística de Andalucía y su aplicación, que implica multar a los infractores, siendo el primer alcalde que llevó su rebelión contra la ley del suelo andaluza al plano de los hechos.
En enero de 2011 fue condenado por el Juzgado de lo Penal número 8 de Málaga a un año de prisión y ocho de inhabilitación por un delito de prevaricación urbanística, al considerarse probado que con pleno conocimiento de la normativa urbanística aplicable e infringiendo de modo evidente la previsión legal concedió una licencia de segregación de una parcela en enero de 2002, a pesar de haber sido advertido suficientemente por los funcionarios. Asimismo, consta que autorizó otras siete segregaciones.
| Predecesor: Cipriano Díaz Méndez | Alcalde de Carratraca 1999-2010 | Sucesor: Francisco Duque Fernández |